# Israil Madrimov
Israil Madrimov est un boxeur ouzbek né le 16 février 1995.

## Carrière
Sa carrière amateur est principalement marquée par une médaille d'or remportée aux championnats d'Asie en 2017 dans la catégorie des poids moyens et une autre aux Jeux asiatiques en 2018 à Jakarta dans la même catégorie de poids.
Passé dans les rangs professionnels en novembre 2018, il bat par arrêt de l'arbitre au 5e round Magomed Kurbanov le 8 mars 2024 pour le gain du titre vacant de champion poids super-welters WBA, titre qu'il cède dès le combat suivant aux profit de Terence Crawford le 3 août 2024.

## Palmarès

### Championnats d'Asie
- Médaille d'or en -75 kg en 2017 à Tachkent, Ouzbékistan

### Jeux asiatiques
- Médaille d'or en -75 kg en 2018 à Jakarta, Indonésie.
- Médaille d'argent en -69 kg en 2014 à Incheon, Corée du Sud.